# Америчко-израелски комитет за јавне послове
Америчко-израелски комитет за јавне послове (енгл. American Israel Public Affairs Committee) је лобистичка група која заговара произраелску политику у законодавној и извршној власти Сједињених Америчких Држава. Једна од неколико произраелских лобистичких организација у САД, наводи да има преко 100.000 чланова, 17 регионалних канцеларија и „огромну групу донатора”. Представник Бред Шерман (Д-Калифорнија) назвао је „најважнијом организацијом у промовисању савеза САД и Израела”. Поред тога, ова организација је названа једном од најмоћнијих лобистичких група у САД.